# Sinaasappel
De sinaasappel (ook wel appelsien genoemd) is de vrucht van de sinaasappelboom (Citrus sinensis), die tot het geslacht Citrus behoort. De soort wordt ook wel zoete sinaasappel genoemd, om hem te onderscheiden van de zure of bittersinaasappel (Citrus aurantium).
De sinaasappel wordt in België en Nederland uit subtropische landen rond de Middellandse Zee  geïmporteerd, zoals Israël, Griekenland, Spanje, Egypte en Marokko. De vrucht verkleurt tijdens rijping van groen naar oranje. Vruchten uit tropische gebieden zoals Suriname verkleuren door het ontbreken van koude nachten slechts weinig, daarom worden ze soms kunstmatig oranje gekleurd. De kleur van de schil heeft geen invloed op de smaak. Veel sinaasappelsap komt als concentraat uit Brazilië. 
Sinaasappels worden gepeld gegeten of geperst tot sinaasappelsap. Het vruchtvlees is licht oranjegeel van kleur, met een kenmerkende frisse smaak. Er bestaan ook sinaasappels met rood vruchtvlees: de bloedsinaasappels. De vrucht is ook een grondstof voor limonade zoals "ranja". De schil wordt voor marmelade gebruikt en als smaakmaker voor onder andere witbier of gekonfijt voor onder andere gebak (voor smaak en decoratie).

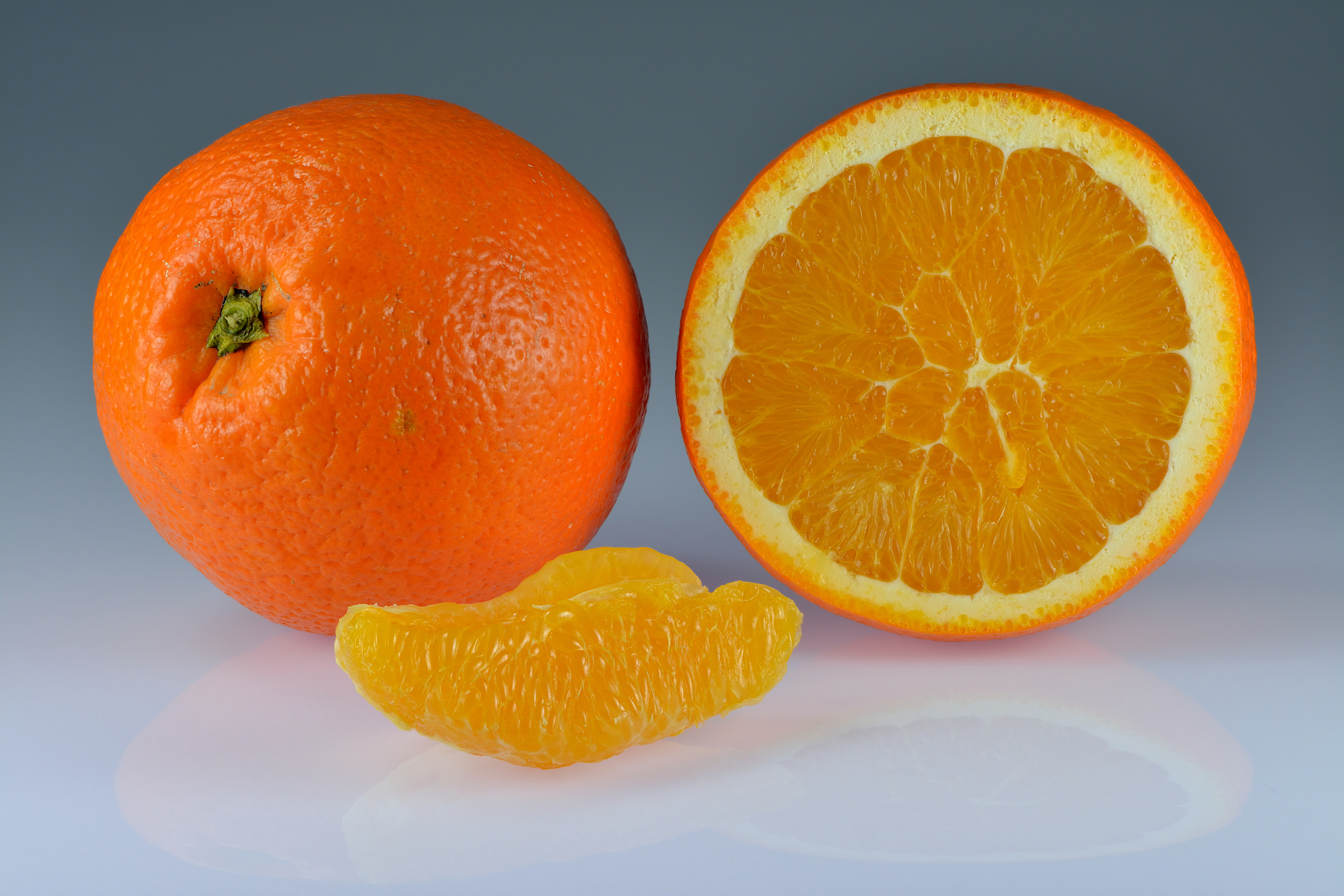
Doorgesneden sinaasappel

## Etymologie
De sinaasappel komt oorspronkelijk uit China (in de oude vorm: Sina), waar ook de naam naar verwijst. In het Vroegnieuwnederlands komt "appel sina" voor, in het Nieuwnederlands "appelsien".
Vanuit Nederland werd vanaf de 18e eeuw de sinaasappel verspreid over Noord-Europa. Hierdoor komt het dat de Nederlandse naam appelsien door andere talen overgenomen is zoals in het Duits ("Apfelsine"), het Zweeds ("apelsin"), en Deens en Noors ("appelsin"). In andere talen zoals Roemeens ("Portocal"), Turks ("Portakal"), Bulgaars ("портокал" portokal), Grieks ("πορτοκάλι" portokáli), Perzisch ("پرتقال" porteqāl) en Arabisch ("برتقال" burtuqāl) wordt de vrucht naar Portugal genoemd, dat in de 15e eeuw als eerste land sinaasappels uit China importeerde.
De benaming "appeltjes van oranje" slaat op de zure of bittere sinaasappel. Deze naam is een verbastering van het Oudfranse pume orange of Ouditaliaanse pom-arancia. Het rechterlid van beide aanduidingen heeft de Perzische wortel naranj "zure sinaasappel". In sommige talen zoals het Frans ("orange") en het Engels ("orange") is deze naam in de vijftiende eeuw op de nog onbekende vrucht overgegaan. In Hongarije heet de vrucht "narancs", waar de naam ook gebruikt wordt voor de kleur oranje.

## Sinaasappels in de cultuur
Niet alleen het Spaanse Valencia, maar ook de gelijknamige stad in Venezuela zijn bekend om de sinaasappels en verschillende cultivars gebruiken deze naam, zonder dat er verband met deze steden hoeft te zijn, bijvoorbeeld Valencia Delta Seedless (uit Zuid-Afrika) en Valencia late. Bij die laatste naam is er een gecompliceerd verband met de Spaanse stad: de Engelse kweker Thomas Rivers importeerde een cultivar uit de Azoren en noemde hem Excelsior. Een klant uit Long Island verstuurde deze en andere cultivars zonder naamsaanduiding naar A.B. Chapman in Californië, die een laat rijpende variëteit aanduidde als Rivers Late. Een bezoeker uit Spanje merkte echter op dat ze erg op een variëteit uit de regio Valencia leken en stelde Valencia Late voor. Pas decennia later en na veel tegenspraak bleek dat de Spaanse en Californische cultivars identiek waren. Intussen had een andere klant van Rivers zijn boompjes doorverkocht aan E.B. Hart uit Florida, die ze Hart's Tardiff noemde. Daar duurde het nog langer voor erkend werd dat dit Valencia late was.
De havenstad Jaffa werd in de negentiende eeuw een centrum voor teelt van en handel in sinaasappels, nadat er een cultivar was ontwikkeld met een dikkere schil. Deze was beter en langer houdbaar en kon getransporteerd worden in sinaasappelkisten. De merknaam 'Jaffa' werd bekend voor citrusvruchten en vruchtensap.
De boom werd vroeger in koudere klimaatgebieden in een wintertuin (een overwinteringsvertrek) gehouden, die aan oranger, Frans voor sinaasappelboom, de benaming oranjerie ontleent.
Nederlanders spreken het woord sinaasappel vaak met een andere klemtoon dan Vlamingen uit. De algemene Nederlandse uitspraak heeft een klemtoon op 'sin' (met een relatief korte uitspraak van de aas), terwijl in de Vlaamse uitspraak de klemtoon op 'naas' ligt, met een langgerekte uitspraak van 'naas'. In Vlaanderen en in de Nederlandse provincies Brabant en Limburg wordt ook vaak het woord appelsien gebruikt. Onduidelijk is of appelsien tot de standaardtaal in België kan worden gerekend, standaardtaal in het hele taalgebied is sinaasappel.

## Fylogenie
De mogelijkheid om met DNA-sequencing onderzoek te doen naar verwantschappen tussen taxa en aan de hand daarvan stambomen op te stellen, heeft aan het licht gebracht dat veel van de citrussoorten kruisingen zijn. Dat geldt onder andere voor Citrus × aurantium, Citrus × limon en Citrus × sinensis. Zodra de fylogenie van het genus definitief is uitgezocht zullen de wetenschappelijke namen moeten worden aangepast of voor conservering moeten worden voorgedragen. Fylogenetisch onderzoek door Qiang Xu et al. (2013) toonde aan dat de sinaasappel een hybride is van de mandarijn (Citrus reticulata) met de pompelmoes (Citrus maxima), waarbij driekwart van de genen afkomstig is van de mandarijn en één kwart van de pompelmoes. Zo'n resultaat zou bijvoorbeeld verkregen kunnen worden door eerst de pompelmoes met de mandarijn te kruisen en dan het kruisingsproduct nogmaals met de mandarijn te kruisen. De oudste vermelding van een sinaasappel, in Chinese literatuur, dateert van 314 v.Chr. De kruising moet dus al meer dan 2300 jaar geleden hebben plaatsgevonden.

## Wereldwijde productie
| Topproducenten van sinaasappel 2020 | Topproducenten van sinaasappel 2020 |
| Land                                | Productie (ton)                     |
| ----------------------------------- | ----------------------------------- |
| Brazilië                            | 16 707 897                          |
| India                               | 9 854 000                           |
| China                               | 7 641 167                           |
| Verenigde Staten                    | 4 766 350                           |
| Mexico                              | 4 648 620                           |
| Spanje                              | 3 343 960                           |
| Egypte                              | 3 157 960                           |
| Indonesië                           | 2 722 952                           |
| Iran                                | 2 225 615                           |
| Italië                              | 1 772 770                           |
| Pakistan                            | 1 624 994                           |
| Zuid-Afrika                         | 1 555 132                           |
| Turkije                             | 1 333 975                           |

## Folklore
Tijdens Carnaval worden in het Italiaanse Ivrea traditioneel sinaasappelgevechten georganiseerd. 

## Media

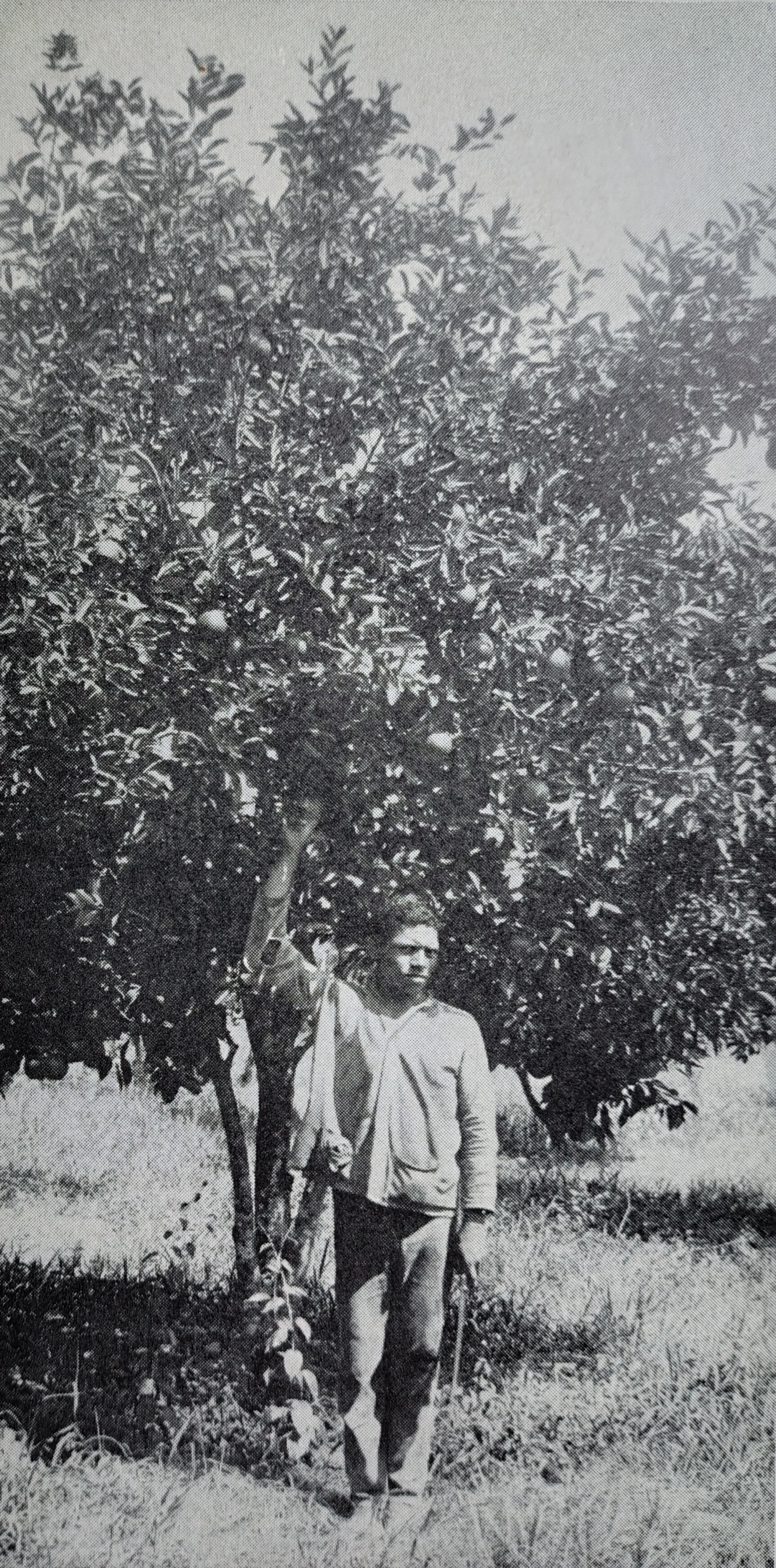
Arbeider bij een sinaasappelboom in Suriname, jaartal onbekend
- De eerste sinaasappels na de Tweede Wereldoorlog arriveren in Rotterdam, 1946 (00:49, zonder geluid)

... · 
C. aurantifolia (limoen) · 
C. aurantium (zure sinaasappel) · 
Citrus aurantium subsp. currassuviencis (laraha) · 
C. bergamia (bergamot) · 
C. ×clementina (clementine) · 
C. hystrix (papeda) · 
C. japonica (Chinese kumquat) · 
C. ×junos (yuzu) · 
C. kinokuni (cherry orange) · 
C. limon (citroen) · 
C. maxima (pompelmoes) · 
C. maxima × paradisi (pomelo) · 
C. medica (sukadeboom) · 
C. ×microcarpa (calamondin) · 
C. ×natsudaidai (amanatsu) · 
C. ×paradisi (grapefruit) · 
C. reshni · 
C. reticulata (mandarijn) · 
C. reticulata × paradisi (ugli) · 
C. reticulata 'Satsuma' (satsuma) · 
C. sinensis (sinaasappel) · 
C. sinensis 'Cara cara' (cara cara) · 
C. ×tangelo (tangelo) · 
...